# Jyrki Raina
Jyrki Raina (1960) is een Fins syndicalist.

## Levensloop
Raina studeerde in 1985 af als master in de rechten aan de universiteit van Helsinki. 
Hierop aansluitend ging hij aan de slag als bij de SAK-vakcentrale Kemian Työntekijäin Liitto (KTL). In september 1991 maakte hij de overstap naar de Internationale Federatie voor Werknemers in de Mijnbouw, Chemie, Energiesector en Algemene Arbeiders (ICEM), alwaar hij aan de slag ging als onderzoeker en vervolgens als directeur te Brussel. In 2001 keerde hij terug naar Finland als consultant voor de Finse industrievakbonden. In juni 2003 verhuisde hij naar Stockholm waar hij algemeen secretaris werd van Nordiska Metall. Onder zijn bewind fuseerde deze vakbondsfederatie op 1 januari 2006 met de Nordiska Industriarbetare Federationen (NIF) tot de Industrianställda i Norden (Nordic IN). Hij werd in deze hoedanigheid opgevolgd door de Deen Jens Bundvar (CO-industri).
In mei 2009 keerde hij terug naar het internationaal vakbondsniveau als algemeen secretaris van de Internationale Metaalbond (IMB). Onder zijn bestuur fuseerde deze vakbondsconfederatie in juni 2012 met de ICEM en de Internationale Vakbondsfederatie voor Textiel, Kleding en Leder (ITGLWF) tot IndustriALL Global Union, waarvan hij eveneens algemeen secretaris werd. In oktober 2016 werd hij in deze hoedanigheid opgevolgd door Valter Sanches.